# 사차원 운동량
특수상대성이론에서 사차원 운동량(Four-momentum)은 에너지와 (3차원) 운동량으로 이루어진 사차원 벡터다. 특수상대성이론을 할 때 상당히 자주 쓰게 되는 로런츠 변환(한 관찰자가 본 위치, 시간이 다른 속도로 움직이는 관찰자에게 어떤 위치와 시간으로 보이는지 나타내는 방정식) 을 써서 위치, 시간의 자리에 운동량, 에너지만 넣어서 같은 방정식을 써서 변환할 수 있기 때문에, 이론에서 중요하게 쓰인다. 한 좌표계에서 운동량 벡터 {\displaystyle {\vec {p}}=(p_{x},p_{y},p_{z})} 와 에너지 {\displaystyle E}를 가진 입자의 공변적 사차원 운동량은
{\displaystyle {\begin{pmatrix}p_{0}\\p_{1}\\p_{2}\\p_{3}\end{pmatrix}}={\begin{pmatrix}-{\frac {E}{c}}\\p_{x}\\p_{y}\\p_{z}\end{pmatrix}}}
이다.
사차원 운동량의 노름은 정지 질량 {\displaystyle m}이다. 즉,
{\displaystyle p^{2}=E^{2}/c^{2}-\mathbf {p} ^{2}=m^{2}c^{2}}
이다.

## 같이 보기
- 운동량
- 사차원 벡터
- 특수상대성이론

## 참고 도서
- Rindler, Wolfgang (1991). 《Introduction to Special Relativity (2nd)》. Oxford: Oxford University Press. ISBN 0-19-853952-5.